# Stazione di JR Miyamaki
La stazione di JR Miyamaki (JR三山木駅?, JR Miyamaki-eki) è una stazione ferroviaria della città di Kyōtanabe, nella prefettura di Kyoto in Giappone. Essa è gestita dalla JR West e serve la linea Katamachi (linea Gakkentoshi).

## Linee
JR West
■ Linea Katamachi

## Struttura
La stazione è costituita da un marciapiede a isola servito da due binari su viadotto.
| 1 | ■ Linea Katamachi | per Kizu e Nara                       |
| 2 | ■ Linea Katamachi | per Shijōnawate, Kyōbashi e Amagasaki |

## Stazioni adiacenti
| ≪               | Servizio                       | ≫               |
| Linea Katamachi | Linea Katamachi                | Linea Katamachi |
| --------------- | ------------------------------ | --------------- |
| Shimokoma       | Locale Rapido Regionale Rapido | Dōshishamae     |